# 人見藤道
人見 藤道（ひとみ ふじみち）は、安土桃山時代の武士。佐竹氏の家臣。

## 生涯
永禄8年（1565年）、小野崎斯通の次男として誕生。
小野崎氏の出身であるが、佐竹義重の命により佐竹氏譜代の人見氏を相続する。和田昭為・小貫頼久と共に奉行を務め、義重・義宣の2代にわたって内政に手腕を振るった他、小田原征伐で所領を失って浪人した渋江政光や梅津政景ら有能な人材を登用するなど、後の久保田藩を支える政治組織の形成に貢献したが、慶長5年（1600年）、関ヶ原の戦いの直前に36歳で急死した。